# Synoptická meteorologie
Synoptická meteorologie se zabývá současným (synchronním) sledováním atmosférických dějů na rozsáhlých územích (z řečtiny συνωπσισ - souhrnný přehled). Je to souhrn činností, metod, postupů a organizačních opatření, který prakticky umožňuje moderní vědeckou předpověď počasí.

## Vývoj
Vznik s. m. byl umožněn teprve s rozvojem telekomunikace, neboť shromažďování informací o počasí musí probíhat rychleji než jeho proměny. Dále je pro s. m. nezbytný zdroj údajů, což je organizovaná síť pozorování a měření. Vzhledem k prostorovému rozsahu sledovaných dějů je mezinárodní spolupráce a standardizace postupů další nezbytnou podmínkou úspěchu v této činnosti.

Po prvních pokusech o předpovídání počasí na základě synoptické metody v druhé polovině devatenáctého století mohly být později na studium velkoměřítkových atmosférických dějů použity matematickofyzikální metody (hydrodynamika, termodynamika, matematické modelování). Hlavní zásluhy zde patří Vilhelmu Bjerknesovi a Carlu Rossbymu v první třetině dvacátého století. Také dochází ke vzniku slavné "norské frontologické školy" a později chicagské školy.

V meziválečném období k pozemním meteorologickým stanicím přibývaly aerologické sondážní stanice, které provádějí pravidelná vypouštění meteorologických sond do výšky. Dá se říci, že jejich měření jsou dodnes pro předpovídání počasí podstatná.

Jelikož tehdejší možnosti početního řešení matematického předpovědního modelu atmosféry neumožňovaly dosáhnout praktických výsledků , postupovali v té době meteorologové - synoptici při tvorbě předpovědí podle celého souboru empirických a poloempirických pravidel. Tak tomu bylo ostatně až do nedávné minulosti, neboť teprve sestrojení superpočítačů umožnilo vážně se zabývat matematickým modelováním atmosféry za účelem použitelné předpovědi počasí.

I v dnešní době však vzdělání v klasických metodách s. m. patří k nutné výbavě profesionálního meteorologa, neboť výsledky numerických modelů je nezbytné kriticky interpretovat a nejen v případě jejich nejednoznačnosti (která zdaleka není ojedinělým jevem) mít poslední slovo při tvorbě výsledných předpovědí počasí.

## Dnešní praxe
Proces vedoucí k předpovědi počasí tedy začíná získáním prvotních údajů měřením a pozorováním meteorologických prvků. Po celém světě jsou roztroušeny meteorologické stanice zřízené státními meteorologickými službami, na mořích se vyskytují lodi a meteorologické bóje. Personál stanic provádí pozorování a měření podle standardních postupů, které reguluje Světová meteorologická organizace WMO. Výsledky se co nejrychleji spojovacími prostředky předávají do center, která dále provádějí jejich mezinárodní výměnu mezi všemi dalšími centry. Po schematickém zakreslení těchto údajů do mapových podkladů vznikne přízemní synoptická mapa, na které provede synoptik tzv. analýzu: lokalizuje hlavní objekty jako tlakové útvary (výše, níže, hřebeny, brázdy), atmosférické fronty (teplé, studené, okluzní), srážkové oblasti atd. Na základě aerologických měření vznikají výškové mapy v různých hladinách. (Tyto podklady v historii už musely synoptikovi stačit ke krátkodobé předpovědi počasí.) K nim se přidává dálkový průzkum atmosféry pomocí meteorologických družic a měření meteorologických radarů. V krátké době po získání primárních dat je má tedy synoptik k dispozici na svém pracovišti. Zanedlouho obdrží výsledky výpočtů různých numerických předpovědních modelů, které provozují některé vyspělé státní meteorologické služby a také různá mezinárodní sdružení. (Numerická předpověď na několik dní dopředu založená na souboru naměřených údajů typicky zabere superpočítači několik hodin času.) Jejich výstupy jsou obvykle používány ve formě map, které jsou obdobou aktuálních synoptických map, ale vztahují se k předpovězenému stavu v budoucnosti. S pomocí všech získaných podkladů a na základě svých znalostí a zkušeností tvoří synoptikové v různých předpovědních centrech (s možností vzájemných konzultací) předpovědi počasí. Těch bývá vícero druhů, např. podle časového období (několik hodin, 1 den, 3 až 5 dnů, výhled na 10 dnů) nebo podle předpokládaného uživatele (letectví civilní či vojenské, zemědělství, údržba silnic, povodňová služba, rekreace, nejširší veřejnost...).

Je zřejmé, že synoptická služba je organizována jako nepřetržitá. Dále je vidět, že je typickým příkladem globalizace a vzorné mezinárodní spolupráce, jejíž význam a prospěch je zřejmý.